# Rijngraaf

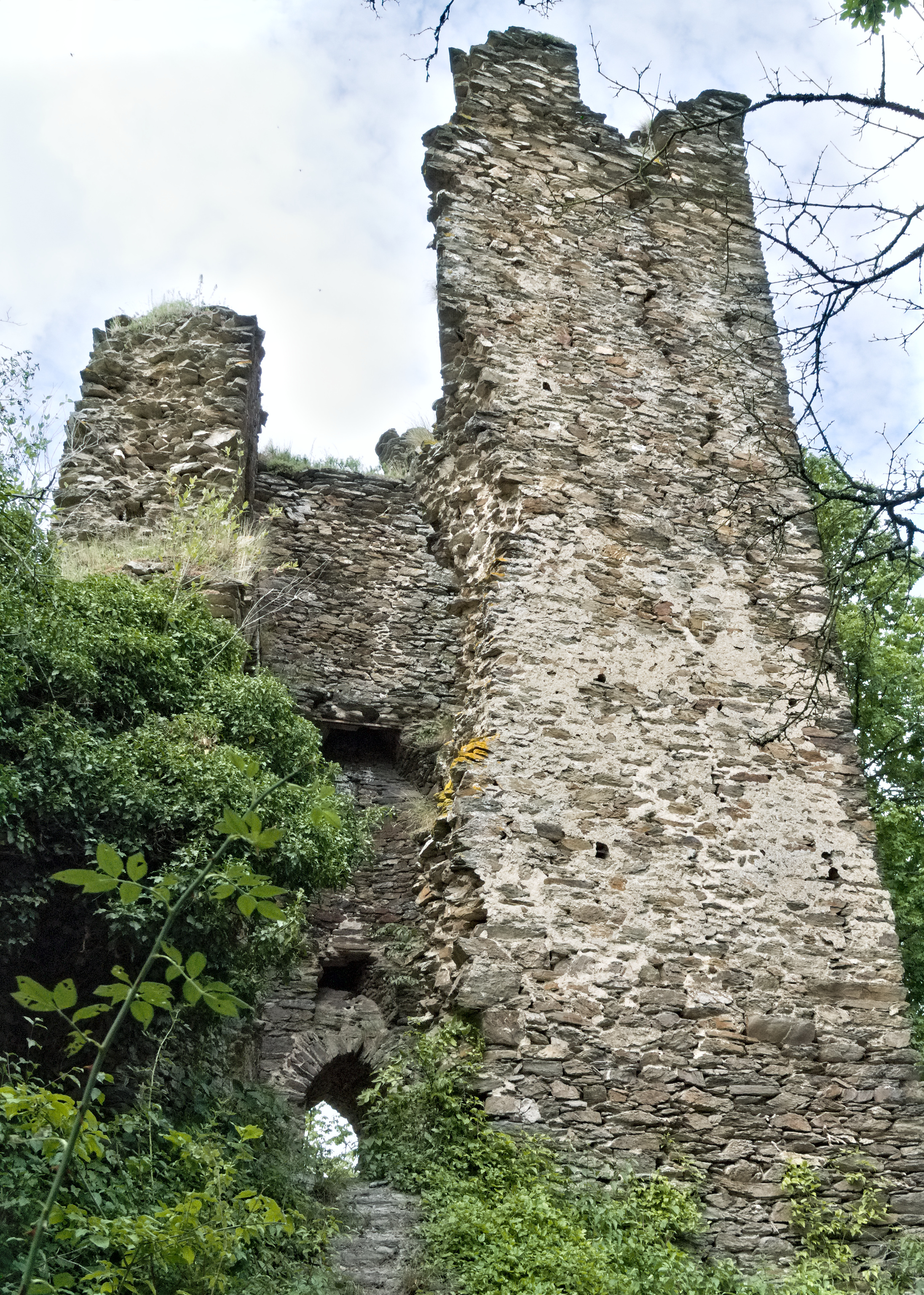
Burcht Rheinberg bij Lorch.

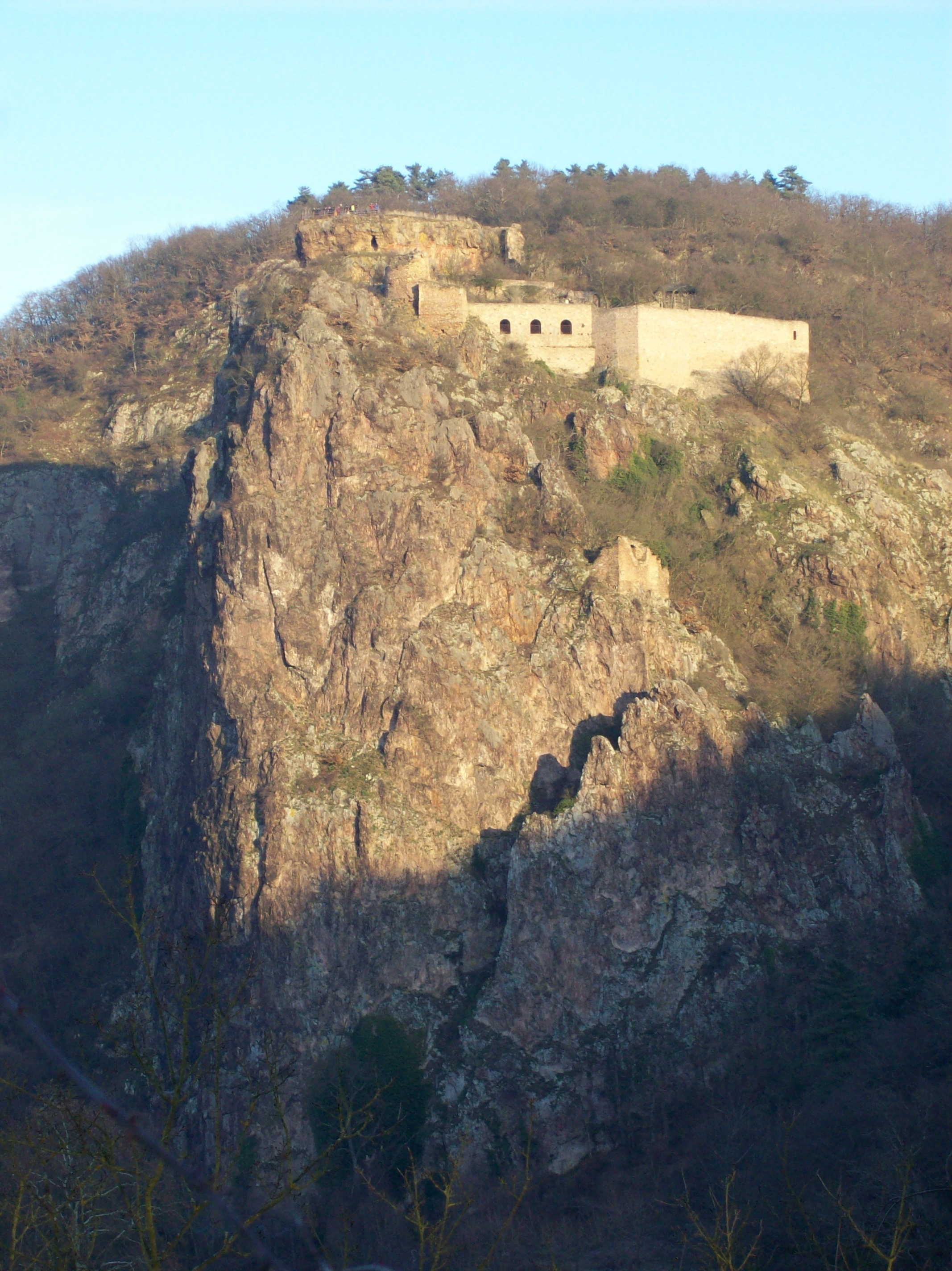
Burcht Rheingrafenstein.

De adellijke titel van Rijngraaf kwam voort uit het grafelijk huis van de Rijngouw, dit is nu de streek van de Rheingau in Hessen. Hun centrum lag in de burcht Rheinberg bij Lorch.  
In de 13e eeuw verloren zij hun bezit in Rheingau aan de keurvorst van Mainz, maar konden wel bezittingen aan de Nahe behouden bij Bad Kreuznach en Kirn (Kyrburg) in Rijnland-Palts.
Bij het begin van de 15e eeuw erfden zij volledig het bezit van de uitgestorven linie van wildgraven en noemden zij zich wild- en rijngraven.  In de periode 1459-1475 kwamen zij in het bezit van Opper-Salm en noemden zij zich graaf van Salm. In die periode verwierven zij ook heerlijkheden in Lotharingen ten gevolge van het huwelijk met een erfdochter van Moers-Saarwerden.